# Graham Bell
Graham Bell, född 1966, brittisk före detta skidåkare, nu medlem av den brittiska olympiska kommittén, sportjournalist för BBC och Eurosport, kolumnist i Financial Times